# Сёгунат Муромати
Сёгуна́т Мурома́ти (яп. 室町幕府 муромати бакуфу, 1338—1573) — самурайское правительство во главе с сёгунами из рода Асикага. По имени этого рода он также известен как сёгунат Асикага (яп. 足利幕府 — асикага бакуфу).
Время правления сёгунов Асикага называют периодом Муромати, по названию района Муромати в городе Киото  в котором располагалась правительственная резиденция.
Основателем этого сёгуната является Асикага Такаудзи, который помог императору свергнуть предыдущее самурайское правительство в Камакура. Новые сёгуны постепенно лишили императорский двор прежних полномочий и к концу XIV века исчез дуализм в системе управления периода Камакура, когда бакуфу делило власть с императором и кугэ (придворной знатью). Самым могущественным сёгуном династии по праву считается Асикага Ёсимицу.
Власть на местах контролировали назначенные правительством сюго (военные губернаторы) или местная знать, которые впоследствии переросли в фактически независимых военных правителей даймё. Усиление центробежных тенденций привело к началу междоусобицы в стране — периода «воюющих провинций».
В августе 1573 года один из региональных даймё, Ода Нобунага, выгнал последнего 15-го сёгуна Асикага Ёсиаки из столицы, чем положил конец существованию сёгуната. В 1588 году Ёсиаки официально отказался от титула сёгуна.

## Сёгуны
| № п/п       | Имя по-русски    | Имя по-японски | Годы жизни | Годы правления |
| ----------- | ---------------- | -------------- | ---------- | -------------- |
| 1           | Асикага Такаудзи | 足利尊氏       | 1305—1358  | 1338—1358      |
| 2           | Асикага Ёсиакира | 足利義詮       | 1330—1367  | 1358—1367      |
| 3           | Асикага Ёсимицу  | 足利義満       | 1358—1408  | 1368—1394      |
| 4           | Асикага Ёсимоти  | 足利義持       | 1386—1428  | 1394—1423      |
| 5           | Асикага Ёсикадзу | 足利義量       | 1407—1425  | 1423—1425      |
| 6           | Асикага Ёсинори  | 足利義教       | 1394—1441  | 1429—1441      |
| 7           | Асикага Ёсикацу  | 足利義勝       | 1434—1443  | 1442—1443      |
| 8           | Асикага Ёсимаса  | 足利義政       | 1436—1490  | 1449—1473      |
| 9           | Асикага Ёсихиса  | 足利義尚       | 1465—1489  | 1473—1489      |
| 10          | Асикага Ёсики    | 足利義材       | 1466—1523  | 1490—1493      |
| 11          | Асикага Ёсидзуми | 足利義澄       | 1480—1511  | 1494—1508      |
| 10 вторично | Асикага Ёситанэ  | 足利義稙       | см. Ёсики  | 1508—1521      |
| 12          | Асикага Ёсихару  | 足利義晴       | 1511—1550  | 1521—1546      |
| 13          | Асикага Ёситэру  | 足利義輝       | 1536—1565  | 1546—1565      |
| 14          | Асикага Ёсихидэ  | 足利義栄       | 1538—1568  | 1568           |
| 15          | Асикага Ёсиаки   | 足利義昭       | 1537—1597  | 1568—1573      |